# Charles-Louis-Victor de Broglie
Principe Charles-Louis-Victor de Broglie (22 settembre 1756 – 27 giugno 1794) è stato un nobile, militare e politico francese.

## Biografia
Victor de Broglie nacque a Parigi, figlio primogenito di Victor-François, II duca de Broglie, egli intraprese ancora giovane la carriera militare e con una brillante carriera divenne maréchal de camp nell'esercito reale francese. Mentre si trovava impegnato negli scontri, decise di appoggiare le opinioni radicali con Gilbert du Motier, marchese de La Fayette e Jean-Baptiste Donatien de Vimeur, conte di Rochambeau nell'ambito della Guerra d'indipendenza americana.
Mentre il padre fu fedele alla monarchia ed emigrò, il principe divenne membro del Club dei giacobini e sedette all'Assemblea nazionale costituente dopo la Rivoluzione francese, votando costantemente per parte liberale. Prestò servizio come capo dello staff dell'armata del Reno dell'esercito rivoluzionario francese durante la Prima Repubblica francese ma, durante il Regime del Terrore, venne arrestato e ghigliottinato a Parigi. Venne sepolto nel Cimitero di Picpus.
Dal momento che suo padre gli era sopravvissuto, il figlio primogenito del principe de Broglie, Victor, poi divenuto terzo duca de Broglie, venne cresciuto dal nonno e dalla madre scampati alla furia rivoluzionaria.